# Lierneux
Lierneux é um município da Bélgica localizado no distrito de Verviers, província de Liège, região da Valônia.